# وائل الشهايبي
وائل الشهايبي لاعب كرة قدم تونسي في مركز الهجوم في هلال مساكن.

## روابط خارجية
- وائل الشهايبي على موقع قاعدة بيانات كرة القدم.إي يو (الإنجليزية)
- وائل الشهايبي على موقع Soccerway.com (الإنجليزية)
- وائل الشهايبي على موقع كووورة